# Kyushu K10W
Kyushu K10W — серійний навчальний літак Імперського флоту Японії періоду Другої світової війни.
Кодова назва союзників - «Оук» (англ. Oak).

## Історія створення
В середині 1930-х років авіація Імперського флоту Японії потребувала сучасний моноплан для підготовки пілотів на заключному етапі навчання. Для цього фірмою Mitsubishi були придбані 2 літаки North American NA-16. Випробування літаків пройшли успішно і через посередників була придбана ліцензія на виробництво в Японії. 
Командуванням ВПС флоту було сформульоване технічне завдання «14-Сі», відповідно до якого в конструкцію літака мали бути внесені певні зміни, щоб пристосувати його під особливості японської авіапромисловості. Зокрема, на літак планувалось встановити двигун Nakajima Kotobuki 2 KAI потужністю 600 к.с.
Виготовлення літака було доручене фірмі Watanabe (майбутня «Kyushu»). Перший прототип був готовий у квітні 1941 року. Після випробувань літак був запущений в серію під назвою «Перехідний навчальний літак флоту Тип 3 Модель 11» (або K10W1).
До листопада 1942 року було виготовлено 26 літаків, після чого виробництво було передане фірмі Nippon Hikoki K.K., яка з лютого 1943 року по березень 1944 року виготовила ще 150 літаків. Виготовити більше літаків не дозволяли обмежені виробничі потужності фірми. Оскільки така невелика кількість літаків не могла задовольнити потреби флоту, для підготовки пілотів використовувались літаки, які виводились з бойових частин, наприклад, А5М4-К.

## Тактико-технічні характеристики

### Технічні характеристики
- Екіпаж: 2 чоловіки
- Довжина: 8,84 м
- Висота: 2,84 м
- Розмах крил: 12,36 м
- Площа крил: 22,30 м ²
- Маса пустого: 1 476 кг
- Маса спорядженого: 2 033 кг
- Максимальна маса зльоту: 2 093 кг
- Навантаження на крило: 91.2 кг/м²
- Двигун:  1 х Nakajima Kotobuki 2 KAI
- Потужність: 600 к. с.
- Питома потужність: 3.4 кг/к.с.

### Льотні характеристики
- Максимальна швидкість: 280 км/г
- Крейсерська швидкість: 220 км/г
- Дальність польоту: 1 060 км
- Практична стеля: 7 300 м
- Швидкість підйому: на 5000 м - 17 хв. 13 с.

### Озброєння
- 1 х 7,7-мм кулемет «Тип 97»